# 宇太水分神社

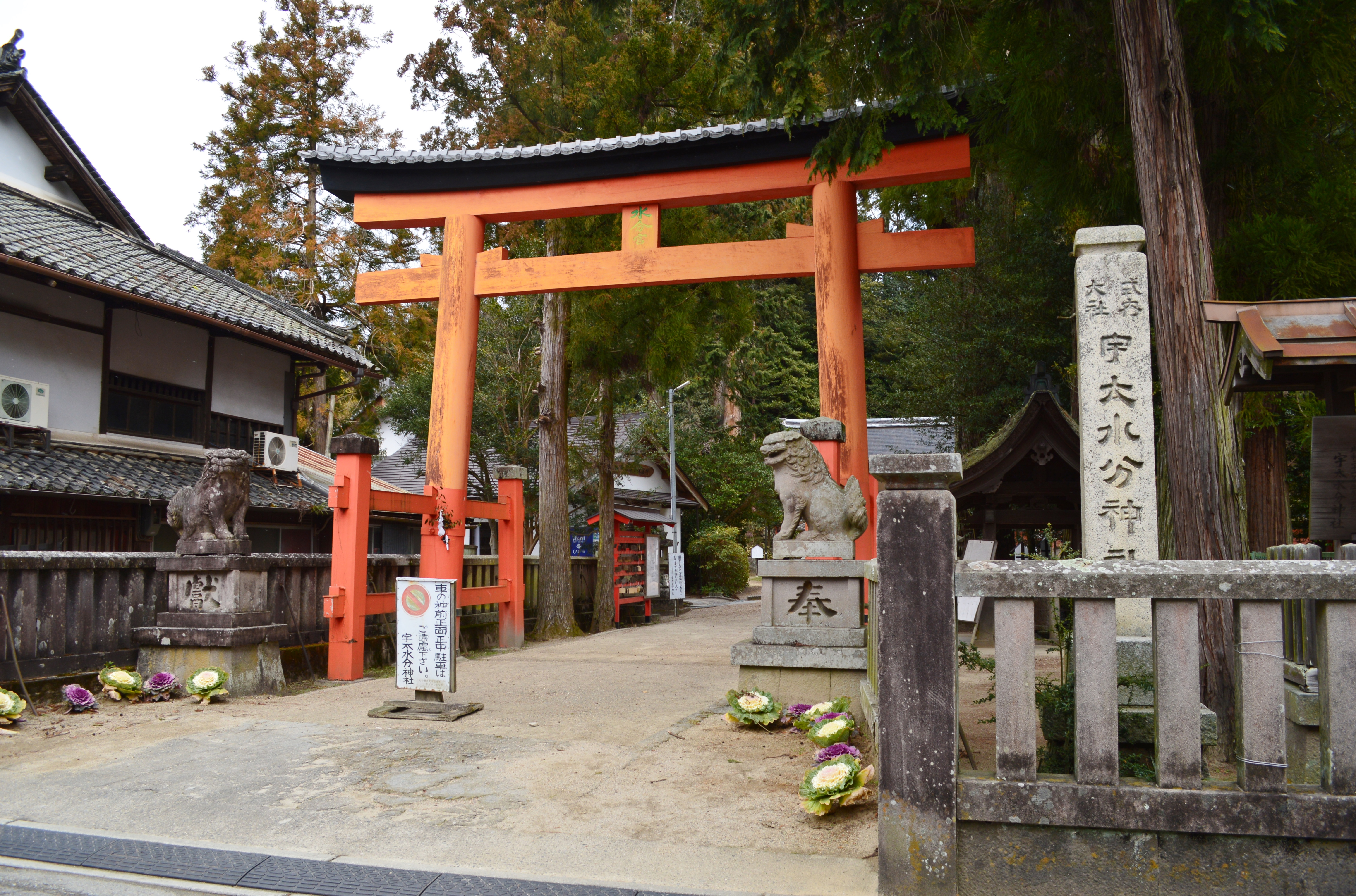
境内鳥居

宇太水分神社（うだのみくまりじんじゃ）は、奈良県宇陀市菟田野古市場にある神社。式内社（式内大社）で、旧社格は県社。
大和の東西南北に祀られた四水分神社のうち東に当たるのが当社とされる（他の3つは都祁水分神社、葛木水分神社、吉野水分神社）。宇陀地域には他に2つの水分神社があり、宇陀市榛原下井足（はいばらしもいだに）の宇太水分神社を「下社」、同市菟田野上芳野（うたのかみほうの）の惣社水分神社を「上社」、本項で解説する同市菟田野古市場の神社を「中社」とも称する。古市場の由緒によると、創立は崇神天皇の時代で、2003年の社殿の塗り替えの時にわずかに残された色彩が発見されそれを元に復元された。

## 祭神
- 天水分神
- 速秋津比古神
- 国水分神

## 歴史

### 概史
社伝によると、崇神天皇7年の創建とされる。延喜式では大社に列格し、月次祭・新嘗祭の案上の官幣に預かるとし、臨時祭祈雨神祭八十五座の一座に列せられた。

### 神階
- 承和7年（840年）10月7日、無位から従五位下 （『続日本後紀』）- 表記は「水分神」
- 天安3年（859年）1月27日、従五位下から正五位下 （『日本三代実録』）- 表記は「宇陀水分神」

## 境内

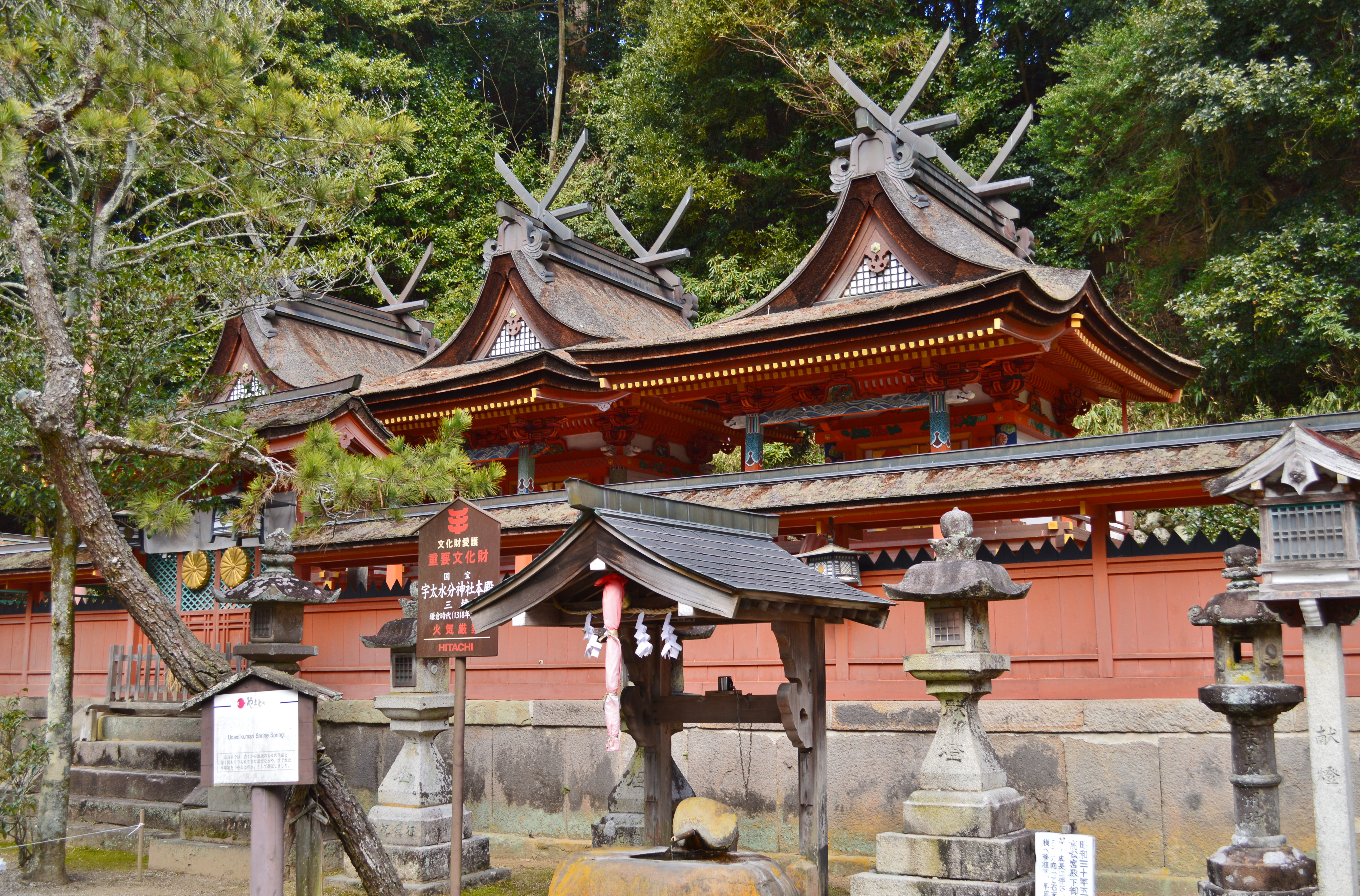
本殿（国宝）

本殿は、同形同大の社殿3棟が相接して並列する。向かって右から第一殿、第二殿、第三殿で、それぞれ天水分神、速秋津比古神、国水分神を祀る。建築形式はいずれも一間社、隅木入春日造で、屋根は檜皮葺きとする。第一殿の棟木に元応2年（1320年）の墨書があり、第三殿も同時期の建立とみられる。第二殿は棟木に永禄元年（1558年）の墨書があり、この時に新造に近い改築を経たとみられる。第一・第三殿は、隅木入春日造で建立年代の明らかなものとしては最古のものである。身舎と向拝柱の間には繋虹梁（つなぎこうりょう）を渡さず、手挟を入れるのみである。繋虹梁を用いないのは、3棟の社殿を側面から見た場合の見通しを考慮したためとみられる。本殿3棟は国宝に指定されている

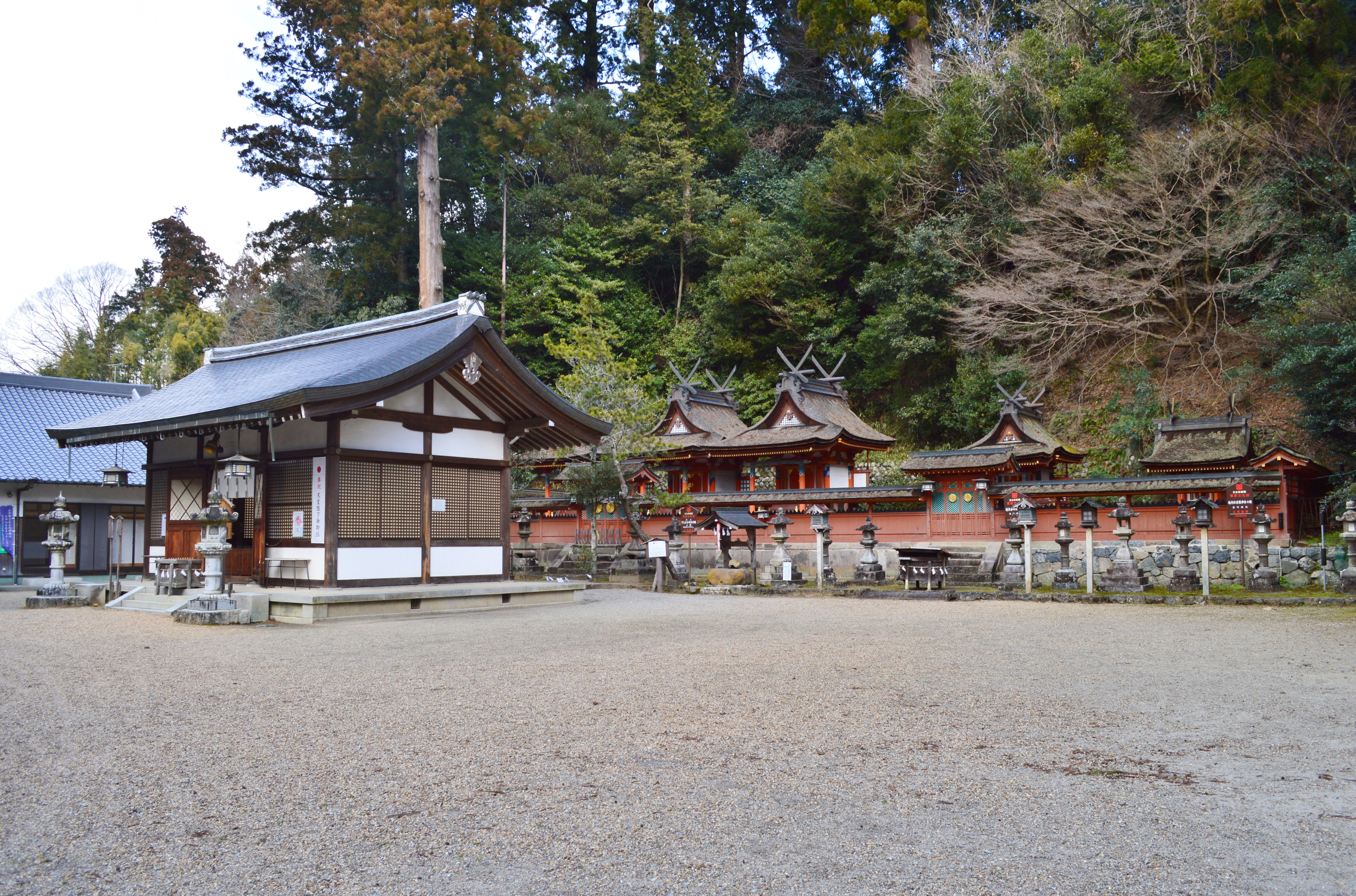
社殿
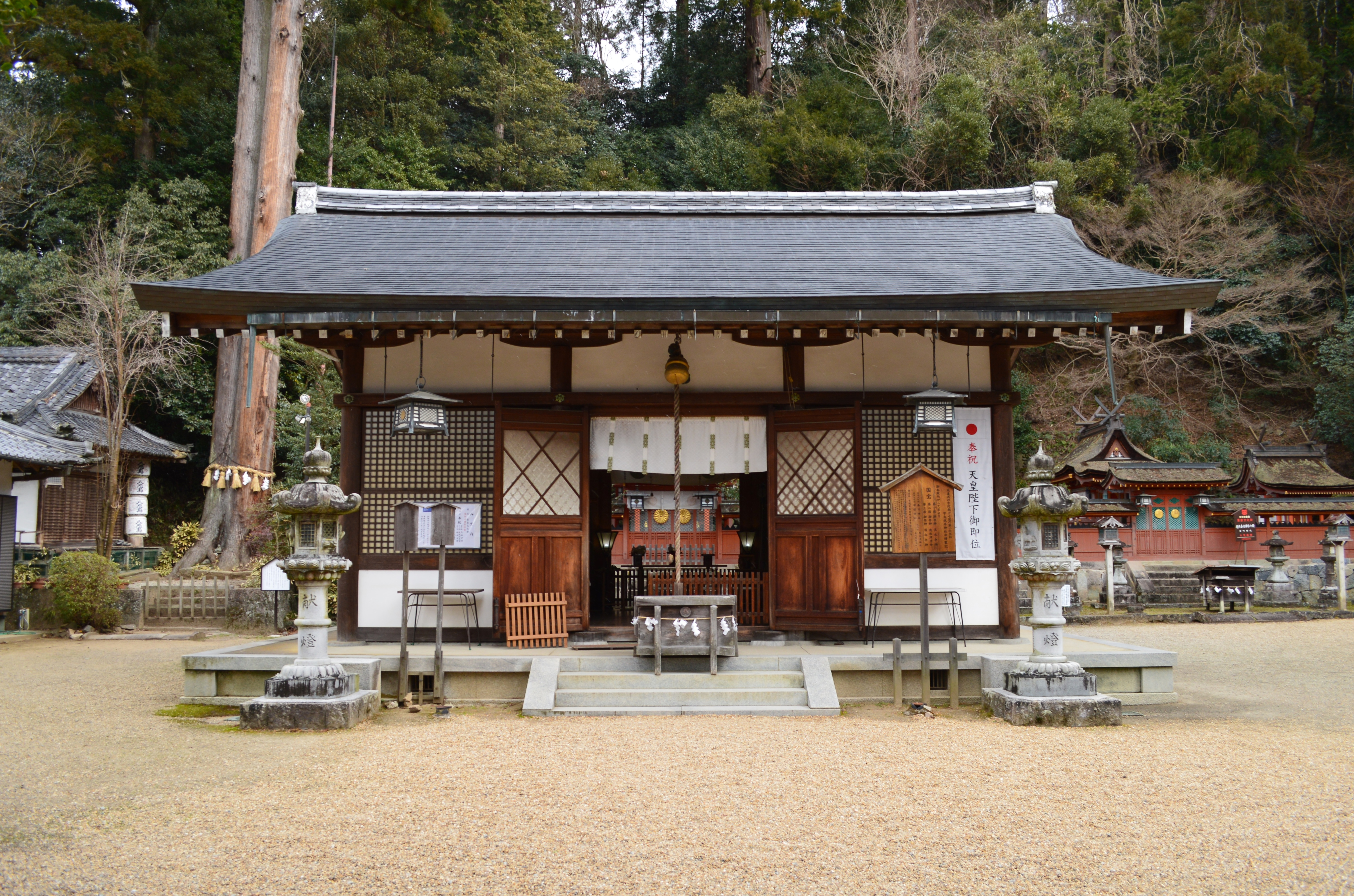
拝殿
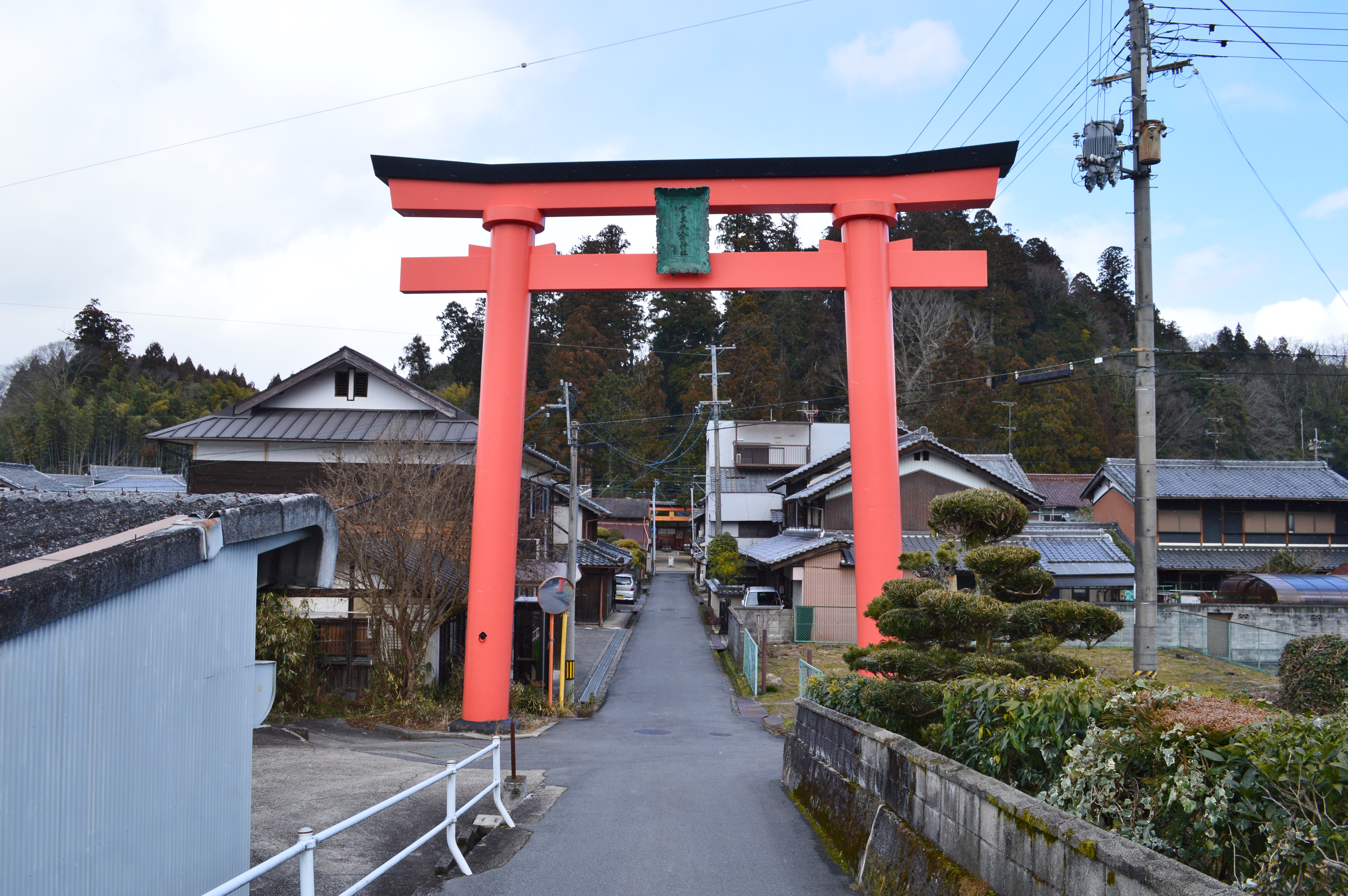
大鳥居

## 摂末社

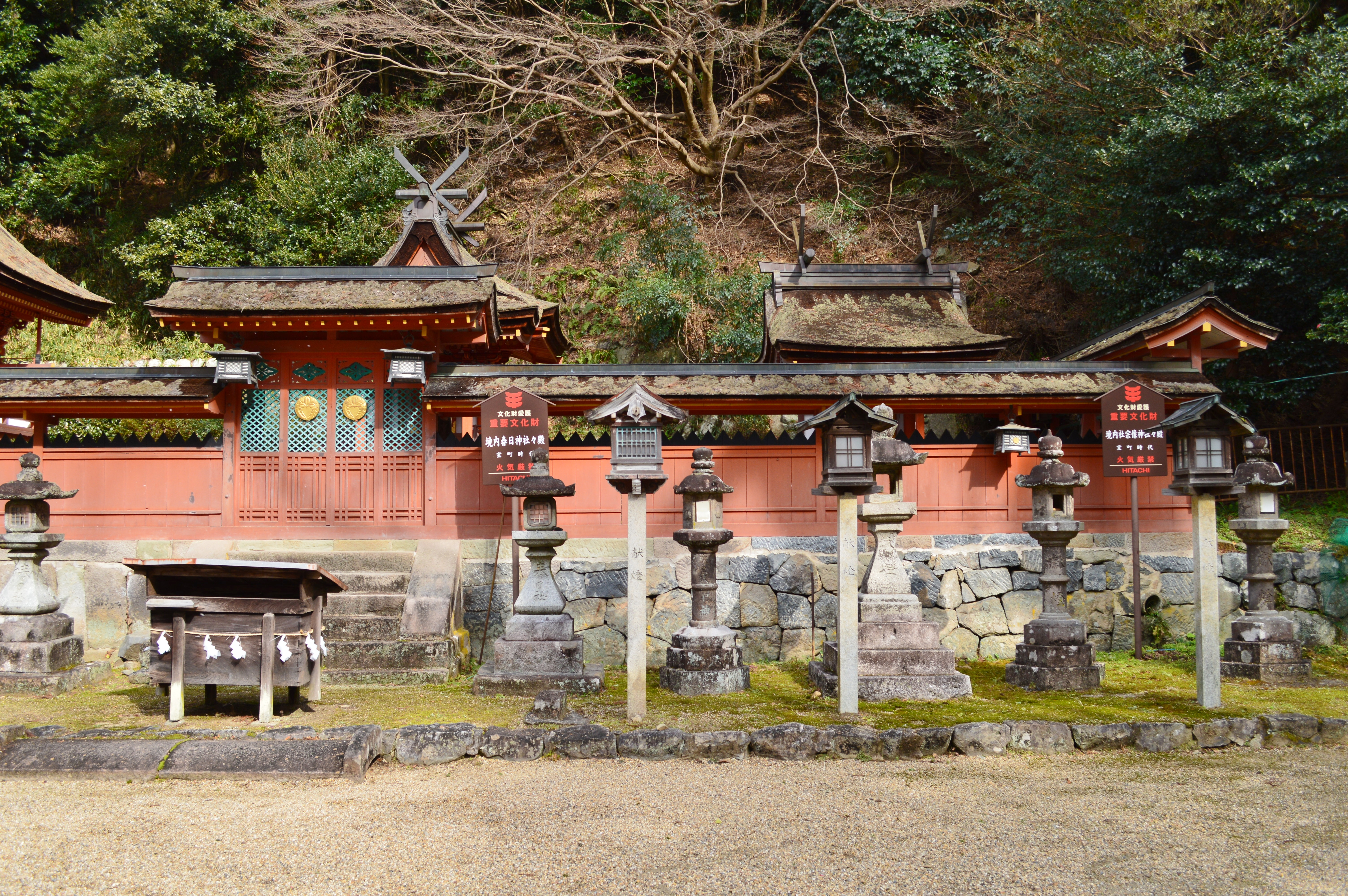
春日神社（左）・宗像神社（右）
（いずれも国の重要文化財）

- 春日神社 - 室町時代中期の造営。国の重要文化財。
- 宗像神社 - 室町時代後期の造営。国の重要文化財。

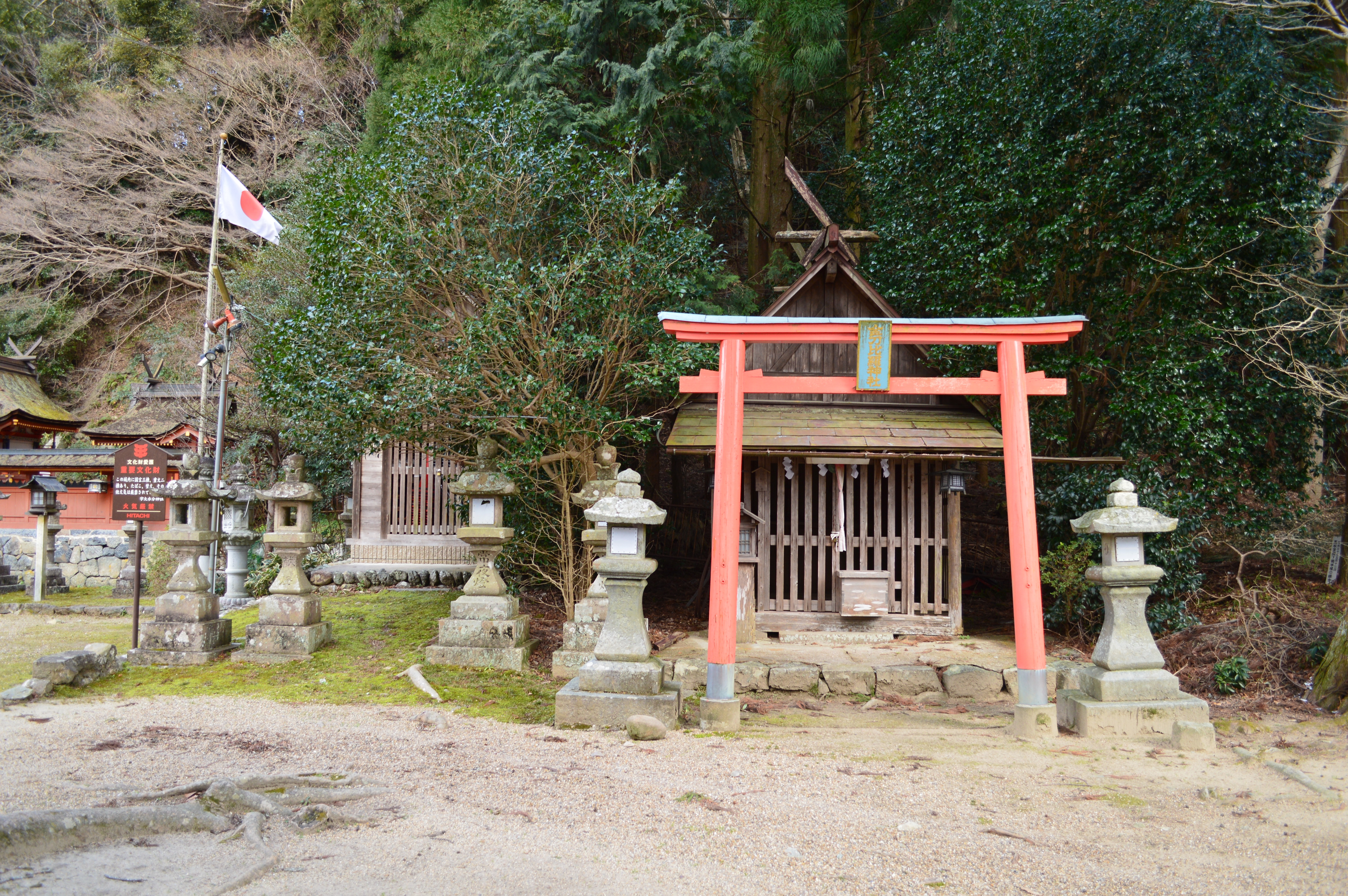
金刀毘羅神社
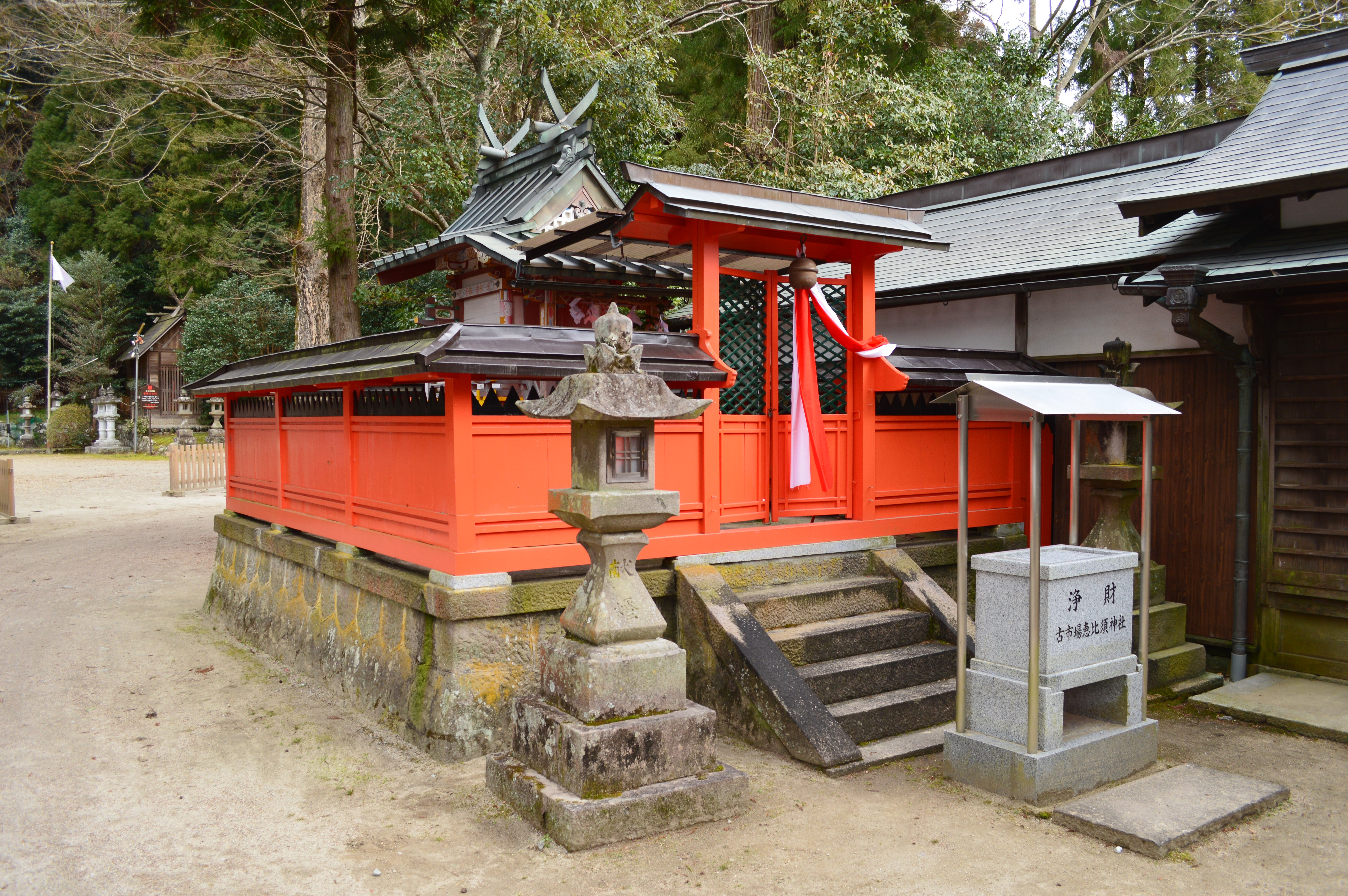
恵比須神社
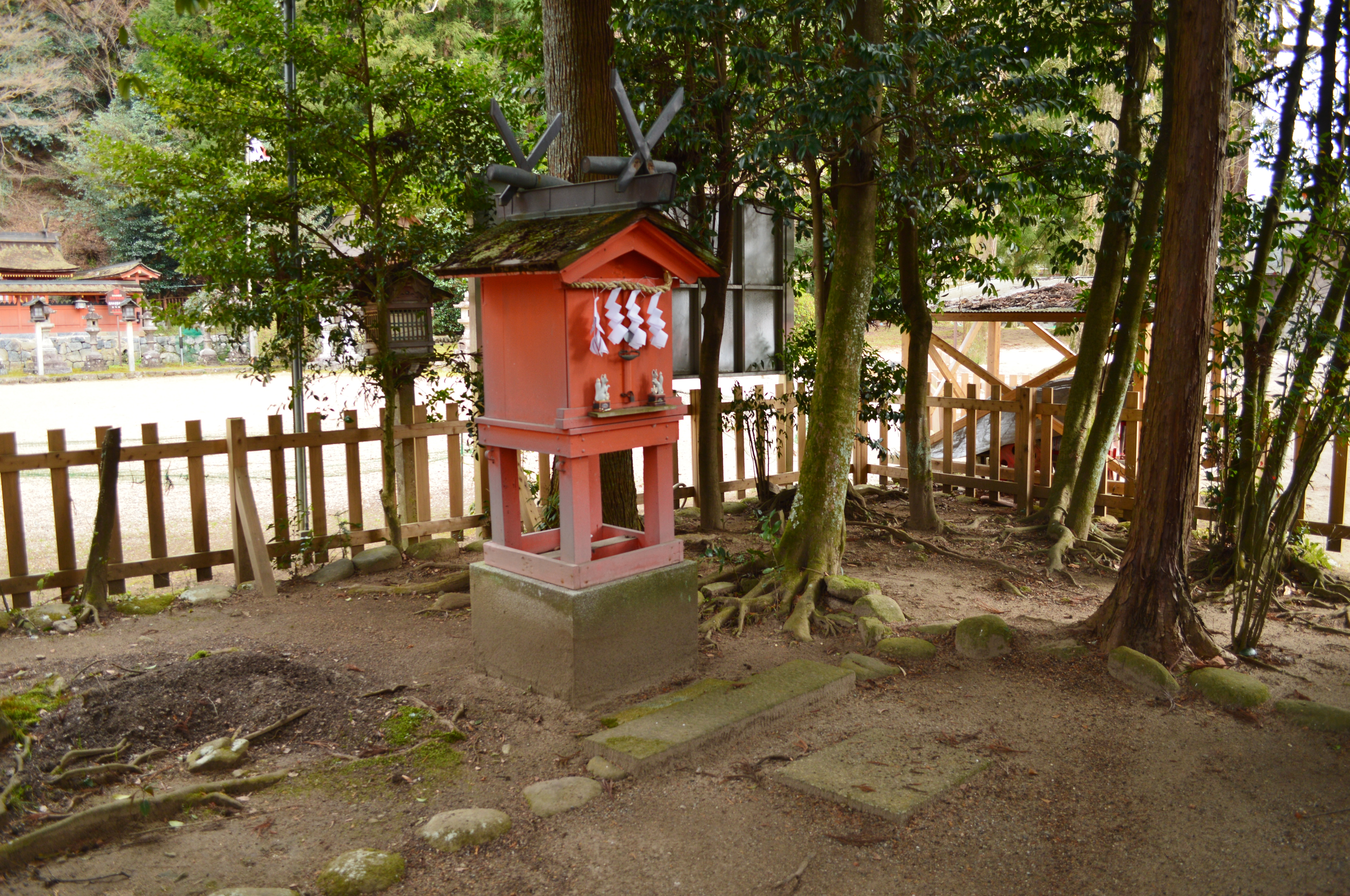
祓戸神社・稲荷神社

- 金刀毘羅神社
- 恵比須神社
- 祓戸神社・稲荷神社

## 祭事
- 菟田野みくまり祭（10月第三日曜）

## 文化財

### 国宝
- 宇太水分神社本殿 3棟（建造物）
鎌倉時代後期、元応2年（1320年）の造営。
1911年（明治44年）4月17日、当時の古社寺保存法に基づき特別保護建造物に指定、1950年（昭和25年）の文化財保護法施行により重要文化財となる、1954年（昭和29年）3月20日に文化財保護法に基づく国宝（新国宝）に指定[4]。

### 重要文化財（国指定）
- 宇太水分神社末社春日神社本殿（建造物） - 室町時代中期の造営。1954年（昭和29年）3月20日指定[5]。
- 宇太水分神社末社宗像神社本殿（建造物） - 室町時代後期の造営。1954年（昭和29年）3月20日指定[6]。

## 現地情報
所在地
- 奈良県宇陀市菟田野古市場244-3

交通アクセス
- 近鉄大阪線榛原駅から奈良交通バス
  - 10系統「菟田野」ゆき、または15系統「東吉野村役場」ゆきに乗車し、「古市場水分神社前」にて下車。